# شول شول (تشيلي)
شول شول (بالإسبانية: Cholchol)‏ هي بلدية تقع في تشيلي في Cautín Province. يقدر عدد سكانها بـ 10,382 نسمة ومساحتها 427.9 كم2 وترتفع عن سطح البحر 22 متر.